# 梦舟载人飞船
梦舟载人飞船，原名新一代载人飞船，是中国自主研发、制造的一种可重复使用的载人飞船，由中国航天科技集团（CASC）五院研发和制造，总设计师为马晓兵。梦舟飞船是继神舟飞船后的下一代中国载人飞船，计划搭乘长征十号系列火箭在中国文昌航天发射场进行发射，预计将于2027年～2028年首飞。其近地轨道版本最多可搭载7名航天员，并承担货物上、下行运输；其“梦舟月”版本用于与揽月着陆器一同执行中国载人登月任务，最多搭乘3名航天员。

## 名称
在正式命名前，该型飞船被称作“多用途飞船”、“新一代载人飞船”。2023年8月31日至9月30日，中國載人航天工程辦公室开展载人月球探测任务新飞行器征名活动，其中包括新一代载人飞船、载人月面着陆器。2024年2月24日（元宵节），新一代载人飞船正式命名为“梦舟”，寓意载人月球探测承载中国人的航天梦，开启探索太空的新征程，同时体现与神舟载人飞船、天舟货运飞船家族的体系传承。其中，登月版飞船名称为“梦舟Y”飞船（飞船名称+“月”字拼音的首字母，读作“梦舟月”飞船）。

## 历史

### 研制背景
中国载人航天工程从2003年开始使用神舟飞船实现了中国的载人航天飞行，这使得中国成为了世界上仅有的三个拥有独立载人航天能力的国家之一。然而神舟飞船仅为近地轨道飞行所设计，其特性不足以完成深空载人飞行，例如无法抵御高空间辐照、无法经受深空返回的超高速大气再入。随着中国载人航天工程向月球以及更远的深空推进，新一代载人飞船应需求开始研制。
2010年前后，中国载人航天工程提出适用多任务的新一代载人飞船总体方案的概念。

### 多用途飞船缩比返回舱
“多用途飞船缩比返回舱”属于新一代载人飞船项目，是正式型返回舱的缩小比例版，用于前期研发工作。缩比返回舱长2.3米，最大直径2.6米，发射质量2.6吨，采用返回舱加过渡段的两舱构型，外形为全新的倒锥形。缩比返回舱探索可重复使用技术，舱体采取了“金属结构+防热结构”的双层设计方案，外层防热结构可拆卸，提供复用内层舱体的条件；电子产品方面，使用了多台随神舟飞船飞天后返回的设备。
2016年6月25日20时00分，缩比返回舱搭载长征七号运载火箭遥一箭及远征一号甲上面级从文昌航天发射场发射升空，这是我国新一代载人飞船的首次试验飞行。604秒后载荷组合体与火箭成功分离，进入预定轨道。
6月26日15时04分，远征一号甲上面级第三次点火返回制动。15时17分，缩比返回舱与上面级在170公里高度分离，开始再入返回。缩比返回舱以弹道式返回，不受地面测控系统控制，与以往神舟飞船采用的升力控制方式返回相比，弹道式返回落点散布范围大，约两万多平方公里，是以往神舟飞船返回舱的28倍。到达20公里高度时，缩比返回舱打开一顶新增的工作60秒的超音速稳定伞，之后依次弹出引导伞、减速伞和一顶单主伞，通过四级开伞逐步减速。15时41分，缩比返回舱在东风着陆场西南戈壁区安全着陆。由于着陆时风力较大，且返回舱未设置主动切除降落伞的功能，返回舱被大风带动主降落伞拖行了大约1公里才最终被搜救人员停住。缩比返回舱在轨飞行共19小时41分。
该次试验飞行的主要目的是获取返回舱飞行气动力和气动热数据，验证可拆卸防热结构设计、新型轻量化金属材料制造等关键技术，并开展黑障通信技术试验。

### 新一代载人飞船试验船
2017年，新一代载人飞船试验船研制工作开始。2018年4月，新一代载人飞船试验船减速伞强度空投试验取得成功，气囊缓冲试验完成，飞船总体研制取得了阶段性的成果。同年11月，首次大型群伞系统及大载重着陆缓冲系统的空投试验完成，大型航天器回收关键技术取得突破。2019年12月，研制工作完成。新一代载人飞船试验船长8.8米，最大直径4.5米，发射质量21.6吨。试验船采用服务舱和返回舱两舱构型。
2020年5月5日18时00分，新一代载人飞船试验船搭载长征五号B运载火箭遥一箭在文昌发射场成功发射。约18时08分，船箭分离，随后完成飞行姿态建立、太阳电池翼展开并跟踪太阳、中继天线展开并建立通信链路等平台功能初始化工作。
在轨期间，试验船自主进行了7次变轨，从距离地面几百公里的小椭圆轨道，一路提升到距离地面8000公里的大椭圆轨道。由于自主可控过程非常完美，取消了原定对前7次轨道偏差修正的第8次变轨。同时，试验船还开展了太空3D打印、航天器在轨泄漏碰撞定位试验、时间触发以太网飞行试验和航天育种搭载试验等搭载技术试验。
5月8日12时21分，北京航天飞行控制中心控制新一代载人飞船试验船完成返回制动，进入返回轨道。13时33分，服务舱与返回舱成功分离，返回舱以超过每秒9公里的速度再入返回。在距地面约8公里高度依次打开减速伞、主伞，距地面2公里左右缓冲气囊开始充气。5月8日13时49分，试验船返回舱在东风着陆场预定区域安全着陆，经确认舱体完好，试验取得成功，试验船在轨飞行共2天19小时。
本次试验测试了7项关键技术：
- 首次采用的国际上推力最大的无毒硝酸羟胺（英語：Hydroxylammonium nitrate，简称：HAN）单组元推进剂发动机。
- 首次采用的国内目前空间飞行器用的最大容积表面张力贮箱，采用铝合金内衬+复合材料缠绕结构，装载量更大。
- 更加全面的综合电子系统。
- 更加智能的自主轨控技术，包括姿控发动机姿态控制和轨控发动机变轨、返回制动。
- 新型高速再入返回防热结构与材料，整个防热结构同比减重超过30%。
- 群伞气动减速和气囊着陆缓冲技术，伞系统采用2具减速伞和3具主伞，着陆系统采用6具缓冲气囊。
- 量身定制的在轨数据获取系统，收集了任务关键节点数据。

### 新一代载人飞船
2023年2月24日，新一代载人飞船深空版1:4模型在“中国载人航天工程30年成就展”亮相，相比新一代载人飞船试验船，其返回舱直径更大，超过服务舱直径，服务舱太阳能电池板由横向布置改为纵向布置。新一代载人飞船近地版可搭载4至7名航天员，下行载荷能力由神舟飞船的50千克提升至700余千克。
2023年4月，新一代载人飞船新型内饰板验证试验在中国航天科技集团七院七部顺利结束，其具有质量轻、刚度大、强度高、装配适应性好、视觉美观等多种优点。
2023年7月12日，中国载人航天工程办公室公布中国载人登月初步方案，其中新一代载人飞船深空版发射质量为约26吨，可载3名航天员。
2023年8月31日，新一代载人飞船展开征名活动。

### 梦舟飞船
2024年2月24日，中国载人航天工程办公室公布新一代载人飞船被命名为梦舟，并称梦舟飞船、揽月登陆器和长征十号运载火箭已全面进入初样研制阶段，各项工作进展顺利。
2024年10月29日，中国载人航天工程办公室透露，梦舟飞船初样产品已经完成综合空投大型试验。
2025年6月17日，梦舟飞船在酒泉卫星发射中心成功完成零高度逃逸飞行试验。12时30分，梦舟飞船逃逸发动机成功点火，船塔组合体升空，约20秒后达到预定高度，返回舱与逃逸塔实现安全分离，降落伞顺利展开。12时32分，返回舱使用气囊缓冲方式安全着陆于预定区域。此次试验验证了逃逸、结构、回收、电源推进等系统，为最大动压逃逸试验奠定了基础。梦舟飞船自此转入正样产品研制阶段。

## 技术特点
梦舟载人飞船是面向中国载人月球探测、空间站运营等任务需求而论证的具有国际先进水平的新一代天地往返运输飞行器，具备高安全、高可靠、模块化、多任务、可重复使用等特点。
和神舟飞船相比，梦舟载人飞船的主要提升有：
- 运载能力提升，执行近地轨道任务时搭载4至7名航天员，神舟飞船只能搭载3名；下行载荷能力为700余千克，神舟飞船只有50千克。[33]
- 新增执行环月轨道任务能力，搭载3名航天员。
- 采用模块化设计，可根据不同的任务需求进行重新构造。
- 采用国际上推力最大的无毒硝酸羟胺（英語：Hydroxylammonium nitrate，简称：HAN）单组元推进剂发动机，而神舟飞船使用有毒的联氨（无水肼）。
- 可实施自主变轨。
- 返回舱可重复使用，目标为实现返回舱重复使用10次，以降低成本[41]，而神舟飞船返回舱只能使用一次。
- 着陆减速阶段采用群伞降落技术，减速伞采用2个降落伞，主伞采用3个降落伞，而神舟飞船的减速伞和主伞均为单伞。
- 着陆缓冲使用6个大载重着陆气囊，而神舟飞船使用4台反推发动机（搭配伽玛射线测高计）。

| 特征                 | 梦舟Y                         | 猎户座              | 神舟                     |
| -------------------- | ----------------------------- | ------------------- | ------------------------ |
| 结构                 | 服务舱 返回舱                 | 服务舱 返回舱       | 轨道舱 返回舱 推进舱     |
| 长度                 | 不详                          | 7m                  | 8.65m                    |
| 直径                 | 约5m                          | 5.02m               | 2.8m                     |
| 总质量（推进剂质量） | 约25吨（不详）                | 21.25 吨（7.9 吨）  | 7.8吨（1.1吨）           |
| ΔV                   | 不详                          | 1350米/秒           | 380米/秒                 |
| 能源                 | 太阳能电池板                  | 太阳能电池板        | 太阳能电池板             |
| 任务持续时间         | 不详                          | 21天                | 15天                     |
| 乘组人数             | 3                             | 4                   | 3                        |
| 着陆方式             | 降落伞（群伞，3个）和安全气囊 | 降落伞（群伞，3个） | 降落伞（单伞）和反冲火箭 |
| 主选着陆区域         | 陆地                          | 水上                | 陆地                     |

## 结构
梦舟载人飞船由服务舱和返回舱组成。服务舱呈圆柱形，底部设有4台主发动机，四周设有姿控发动机；返回舱呈倒锥形，直径比服务舱更大，顶部设有舱门，用于进出飞船，并安装有交會對接设备，内部为航天员活动空间，并搭载高价值设备。飞船可通过配置不同的服务舱模块来适应近地空间和月球探测任务。其中近地版飞船的服务舱没有太阳能电池板（使用锂电池，可在空间站充电），梦舟月飞船的服务舱有太阳能电池板，此外两者携带的燃料量等也有差别。服务舱不可重复使用，返回舱更换防热结构和降落伞后，可重复使用。

## 任务

### 技术验证任务

#### 逃逸飞行任务
| 任务名称             | 发射时间               | 发射地点         | 着陆时间               | 着陆地点     | 备注                                             |
| -------------------- | ---------------------- | ---------------- | ---------------------- | ------------ | ------------------------------------------------ |
| 零高度逃逸飞行试验   | 2025年6月17日 12时30分 | 酒泉卫星发射中心 | 2025年6月17日 12时32分 | 预定着陆区域 | 验证了逃逸系统等多个系统，梦舟飞船转入正样研制。 |
| 最大动压逃逸飞行试验 | 2025年                 |                  | 2025年                 |              |                                                  |

#### 轨道飞行任务
| 任务名称             | 发射时间                       | 发射载具                 | 发射地点                    | 着陆时间               | 着陆地点   | 航天员 | 备注                                                                       |
| -------------------- | ------------------------------ | ------------------------ | --------------------------- | ---------------------- | ---------- | ------ | -------------------------------------------------------------------------- |
| 多用途飞船缩比返回舱 | 2016年6月25日 20时00分07.413秒 | 长征七号运载火箭 (遥一)  | 文昌航天发射场 二号发射工位 | 2016年6月26日 15时41分 | 东风着陆场 | 无人   | 技术验证飞行，成功实现天地往返。                                           |
| 新一代载人飞船试验船 | 2020年5月5日 18时00分27.092秒  | 长征五号B运载火箭 (遥一) | 文昌航天发射场 一号发射工位 | 2020年5月8日 13时49分  | 东风着陆场 | 无人   | 首艘全比例试验船，成功实现天地往返、高轨道机动飞行以及高速再入大气层试验。 |

### 计划中的任务
| 任务名称  | 型号  | 发射时间 | 发射载具   | 发射地点       | 着陆时间 | 着陆地点 | 航天员    | 备注                                         |
| --------- | ----- | -------- | ---------- | -------------- | -------- | -------- | --------- | -------------------------------------------- |
| 梦舟Y一号 | 梦舟Y | 2026年   | 长征十号甲 | 文昌航天发射场 | （不详） | （不详） | 无人      | 近地轨道无人测试                             |
| 梦舟Y二号 | 梦舟Y | 2027年   | 长征十号   | 文昌航天发射场 | （不详） | （不详） | 无人      | 无人绕月，与揽月着陆器进行载人登月全过程演练 |
| 梦舟Y三号 | 梦舟Y | 2028年   | 长征十号   | 文昌航天发射场 | （不详） | （不详） | 未定      | 载人绕月                                     |
| 梦舟Y四号 | 梦舟Y | 2029年   | 长征十号   | 文昌航天发射场 | （不详） | （不详） | 3人，未定 | 载人登月                                     |